# 石羊镇 (大姚县)
石羊镇，是中华人民共和国云南省楚雄彝族自治州大姚县下辖的一个乡镇级行政单位。

## 行政区划
石羊镇下辖以下地区：
石羊村、拉乍么村、永丰村、郭家村、清河村、白石谷村、柳树村、力武村、大中村、岔河村、土枧槽村、坟箐村、杨家箐村和叭腊村。